# Ospedaletti
Ospedaletti – miejscowość i gmina we Włoszech, w regionie Liguria, w prowincji Imperia.
Według danych na rok 2004 gminę zamieszkiwało 3341 osób, 668,2 os./km².